# Філіпп де Шампань
Філіпп де Шампень (фр. Philippe de Champaigne; 26 травня 1602, Брюссель — 12 серпня 1674, Париж) — художник Франції доби бароко. Малював релігійні композиції,натюрморти, працював декоратором. Уславився своїми реалістичними, досить правдивими і точними портретами сучасників.

## Біографія
Народився в Брюсселі в бідній родині. Був учнем художника-пейзажиста Жака Фук'єра. В 19 років франкомовний фламандець Шампень переїхав до Парижа. Це був період будови і створення інтер'єрів Люксембургського палацу для королеви. Шампень працював в команді Ніколя Дюшесне, з дочкою якого взяв шлюб. До цього періоду належить його знайомство з молодим Ніколя Пуссеном.
Потреба в талановитому художнику для королівського двору навернула увагу до нього. Він почав працювати на королеву Марію Медичі та кардинала Рішельє. З 1648 року він член Королівської академії живопису і один з її засновників. Найближчими учнями та помічниками стають його небіж Жан-Батист і Ніколя де Платтемонтань. Після від'їзду Пуссена до Рима, мав лише двох конкурентів — Симона Вуе та Шарля Лебрена. Це не завадило Шампеню працювати в команді Лебрена з оздоблення інтер'єрів палацу Тюїльрі.
У кінці життя став викладачем. хоча не залишив педагогічних праць. Авторитет Шампеня був досить великим. Його лекції записав і зберіг Андре Філіб'єн.
Шампень помер у Парижі.

## Натюрморт з черепом

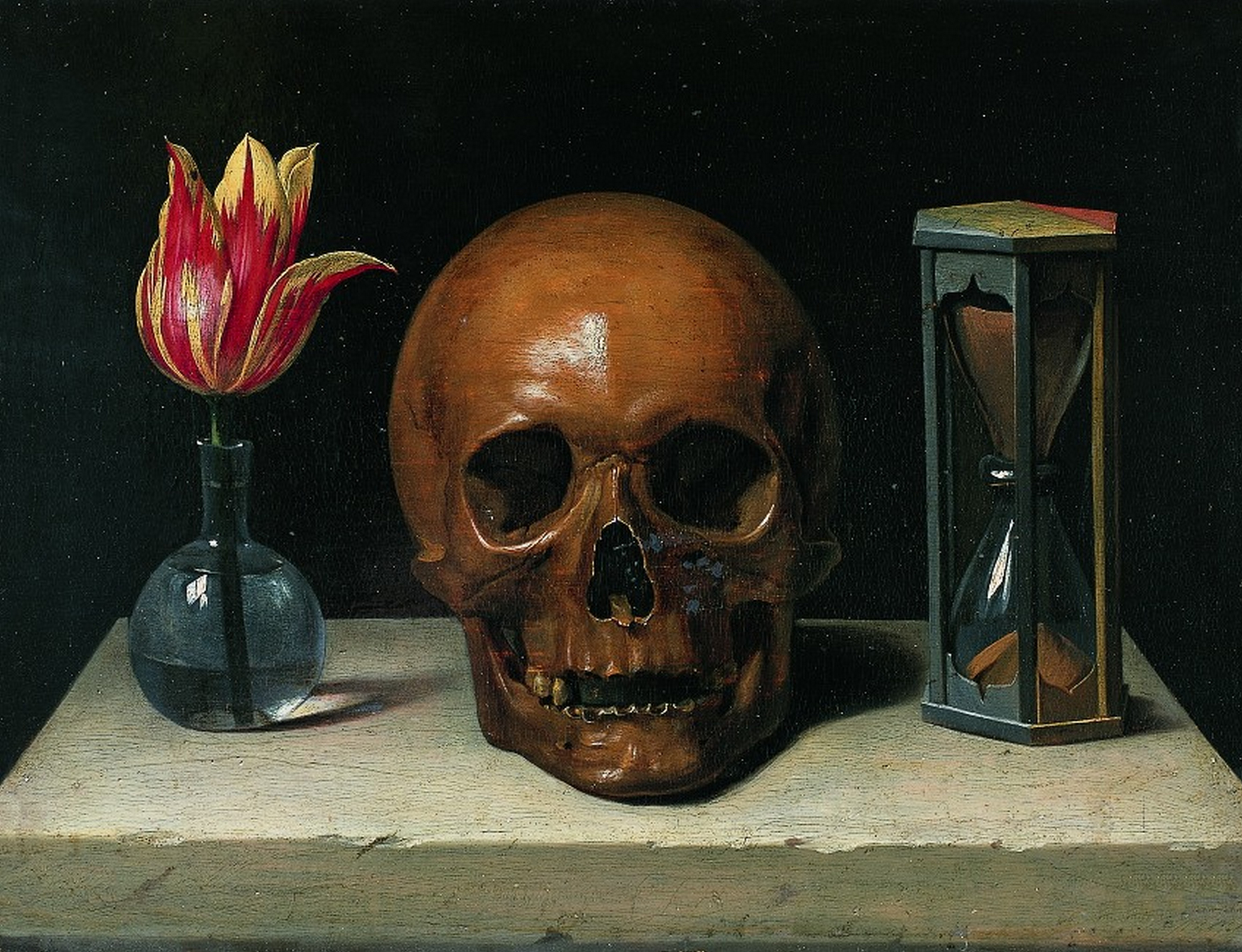
Натюрморт з черепом або Марнота марнот.

Художники по різному доводять свою причетність до віри в бога і мудрості. Шампень дуже серйозна особа. І це доводять його рідкісні натюрморти. Фламандське коріння майстра виявилося в цікавості до натюрмортів, які залюбки малювали фламандці Снейдерс, Олександр Адріансен, Ян Брейгель молодший, Ян Гіллеманс. Хоча в своєму натюрморті " Марнота марнот " (Ванітас) Шампень найближче до фламандця Себастьяна Боннекруа, який теж малював натюрморти типу Ванітас, строгі та філософськи глибокі. Вони — нагадування сучасникам про швидкоплинне життя і необхідність залишити добрий слід на землі. Звідси пісковий годинник, квітка тюльпану і череп померлої людини, яка колись теж існувала поруч.

## Релігійні композиції

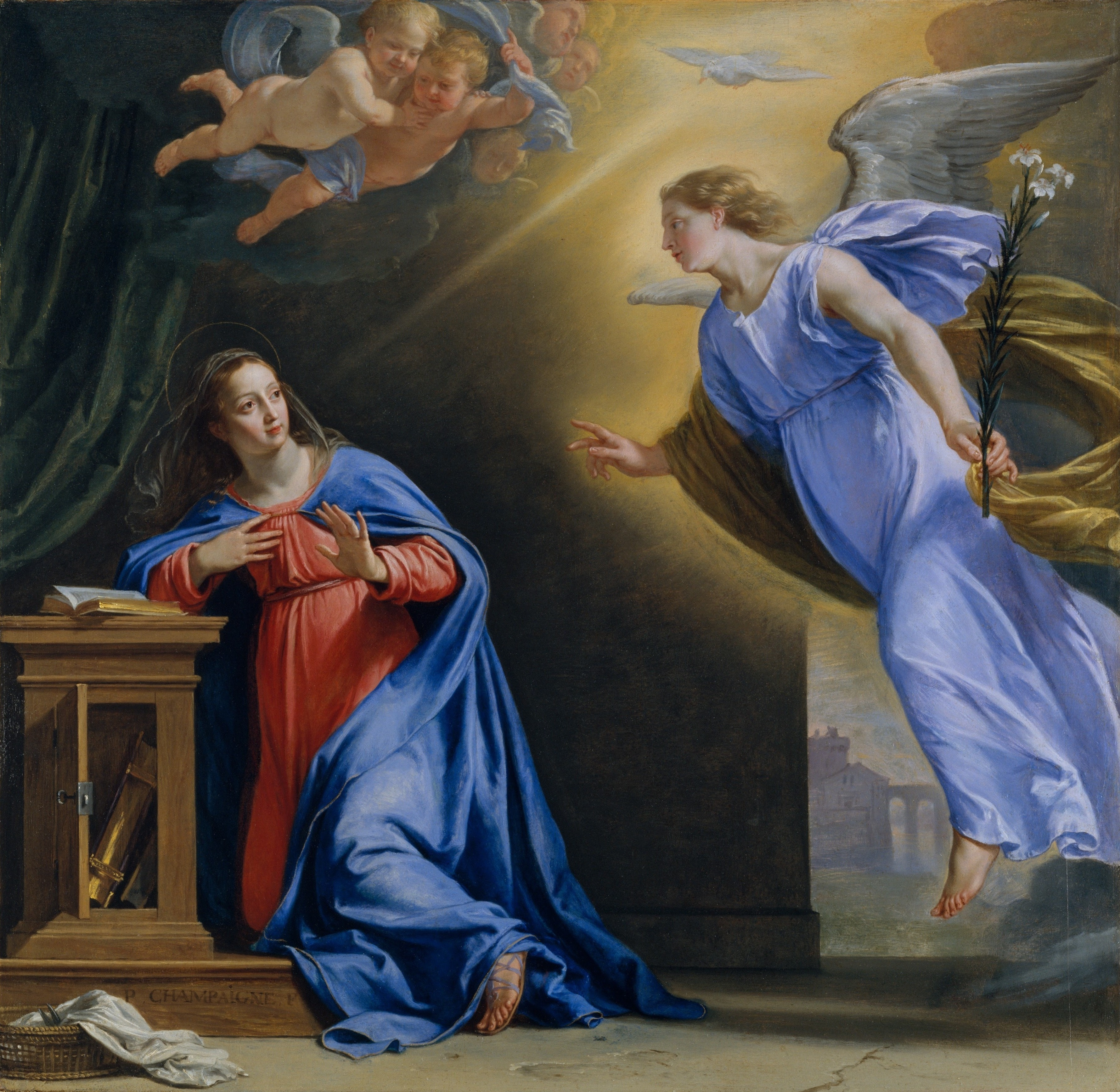
Благовіщення

Людина релігійна, Шампень присвятив чимало часу створенню релігійних образів для церков. Серед його творів «Благовіщення», «Каяття Марії Магдалини», «Христос — добрий пастир», «Зустріч Марії з Елизаветою». Їх сюжети добре розпізнають навіть неписьменні. Аналіз доводить, що він добре знав сучасну і попередню іконографію і не відходив від неї.
В образі Святого Августина в колориті і композиції він наблизився до болонців. Це помітно в арабському килимі на столі, натюрту зі святих книг і по парчовій сукні святого. В релігійних творах він найближче до вимог стилю бароко.

## Репрезентативні, офіційні портрети
Як особа наближена до королівського двору малював короля, а також перших осіб держави. Тому декілька разів малював кардинала Рішельє.

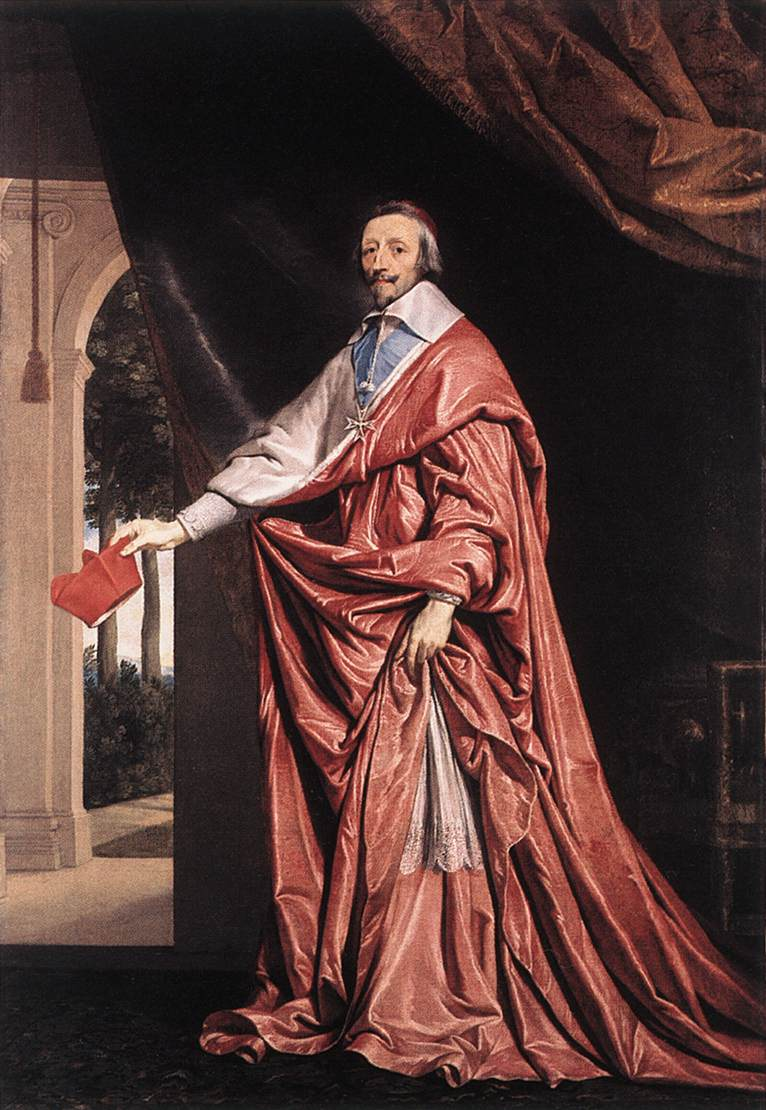
Портрет кардинала Рішельє, бл. 1637 р., Нац.галерея, Лондон
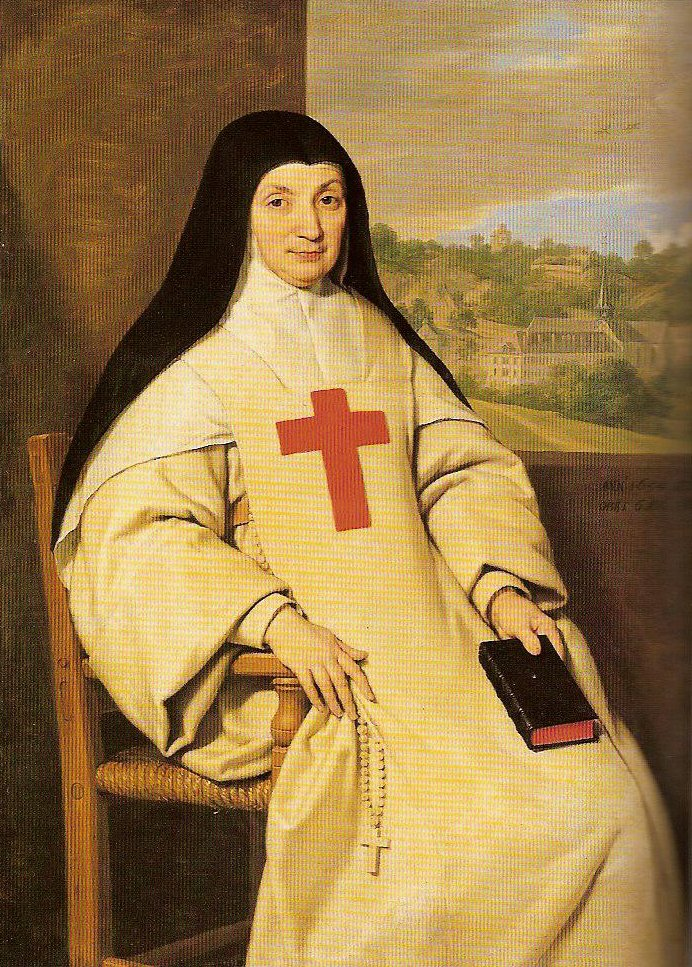
Анжеліка Арнольд
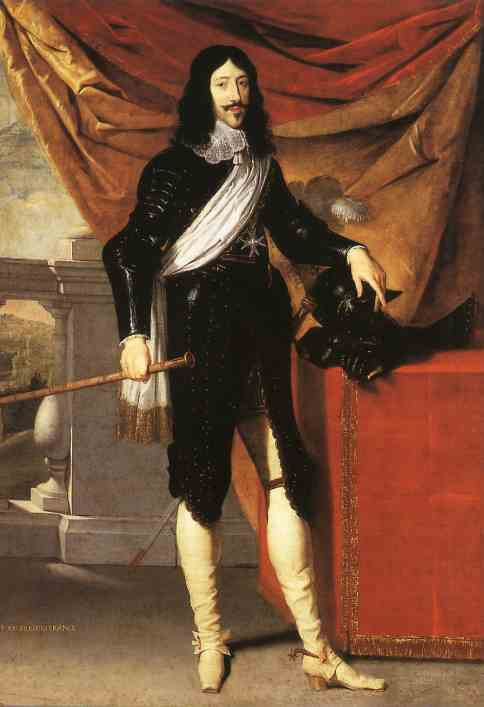
Король Луї 13-й, портрет в абатстві Валь де Грас, Париж

## Правдивий портретист Шампень

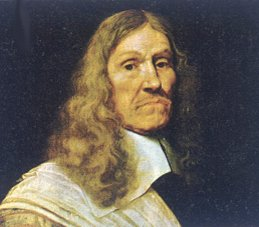
Віконт Тюренн, фрагмент

Француз з фламандським корінням не схильний говорити компліменти або ідеалізувати модель. Не допомагали ні пишні сукні, ні посади, ні високі місця в суспільній ієрархії. Це особливо видно в парадному портреті віконта Тюренна. Старий Тюренн дивиться важко і втомлено. Модний одяг не камуфлює розчарування особи. Старість пригнітила Тюренна, а правдивий Шампень не бажав лжесвідоцтва, що бачив, те й намалював.
Шампень не був схильний лестити і самому собі. На автопортреті в похилому віці він і себе намалював сивим і некрасивим. Автопортрет загинув. Ми знаєм його лише по вчасно зробленій копії племінника і учня майстра.

## Повага
Елегантна, по французьки стримана художня манера Шампеня користувалася повагою. Його картини і портрети копіювали ще в 17 столітті. Не тільки оригінали, копії з портретів Шампеня добре купували.
На жаль, загинув автопортрет Шампеня. Але завдяки копіїстам, ми знаємо, як виглядав майстер приблизно у 1668 році. Збережені копія олійними фарбами і гравюра з автопортрета.
«Він майстер в живопису, але це ніщо в порвнянні зі скарбами його душі», напише Мартин де Барко.

## Портрети колег

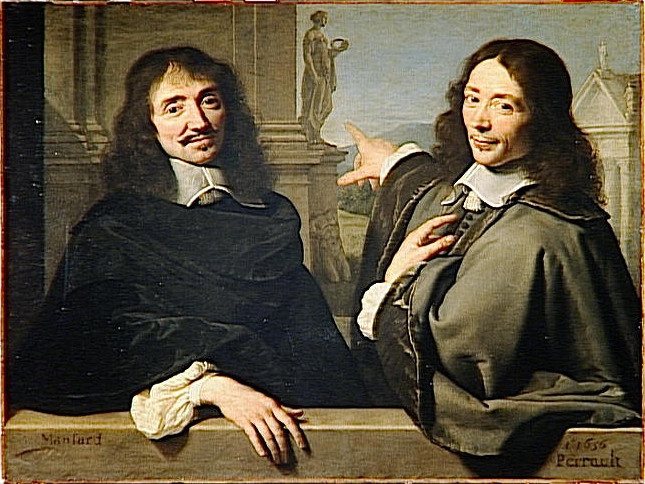
Архітектори Франсуа Мансар та Клод Перро. Подвійний портрет

Мабуть, нікого Шампень не малював з більшою повагою і натхненням, як своїх колег. Зберігся портрет архітектора Лемерсьє, що будував у Луврі і створив барокову церкву університету Сорбонна.
В його надбанні є і подвійний портрет архітекторів Мансара і Перро. Франсуа Мансар, з рідким волоссям, підстаркуватий і не досить вдалий в кар'єрі, на портреті усміхнений і привітний. Ще більш привітний Клод Перро, що вказує на алегоричну скульптуру Слави. Справді, вони обидва — таланти і гідні слави і вдячної пам'яті. Портрет Мансара дуже контрастує з хворобливими і жочно-недобрими гравюрами-портретами Мансара, що теж збереглися. Але Мансар у Шампеня поза хворобами і поза невдачами. Художник створив видатному архітектору невеличкий тріумф.
На дерев'яній балці написи імен, аби не плутали, хто є хто.

## Країни світу, де зберігають твори Шампеня
- Австрія
- Велика Британія
- Бельгія
- Іспанія
- Росія
- США
- Франція